# Babylonien
Babylonien (assyrisch Karduniaš; altägyptisch Sangar) bezeichnet eine Landschaft am Unterlauf der Flüsse Euphrat und Tigris, zwischen der heutigen irakischen Stadt Bagdad und dem Persischen Golf. Das kulturelle Zentrum dieser fruchtbaren Ebene im Altertum war die Stadt Babylon, die im Laufe ihrer Existenz von Herrschern aus zahlreichen Volksstämmen erobert und regiert wurde. (Im Mittelalter war „Babylonien“ auch eine Bezeichnung für die Umgebung von Kairo bzw. Oberägypten.)

## Altbabylonisches Reich

Das erste babylonische Reich und die Einflussbereiche weiterer Kulturen bzw. Herrschaftsgebiete (Reiche), um 1800 v. Chr.

Karte aus der Regierungszeit des Hammurapi (reg. 1792–1750 v. Chr.). Abgebildet ist das babylonische Territorium bei seinem Aufstieg 1792 v. Chr. (ockerfarben) und bei seinem Tod 1750 v. Chr. (hellgelb). Die Flussläufe und die Küstenlinie sind rekonstruiert und stammen aus dieser Zeit.

Das erste babylonische Reich wurde 1894/1830 v. Chr. vom semitischen Stamm der Amurriter unter Sumu-abum gegründet. Er ließ um die Stadt die Mauer Imgur-Enlil errichten, die allerdings erst durch seinen Nachfolger Sumulael fertiggestellt wurde. Hammurapi war von 1792 v. Chr. an für die Dauer von 43 Jahren der 6. babylonische König. Er verstand es zunächst, ohne kriegerische Auseinandersetzungen mit den benachbarten Stadtstaaten und Reichen, deren politische Situation auszunutzen und kontrollierte bald durch die schmalste Stelle zwischen Euphrat und Tigris wichtige Handelswege. In wenigen Jahren stieg Babylon, vom bis anhin unbedeutenden Stadtstaat, zu einer Vormacht in der Region auf.
Aus den ersten 28 Jahren der Regentschaft Hammurapis ist wenig überliefert. Der König hielt sich aus Kriegen weitgehend heraus und eroberte keine neuen Gebiete. Innenpolitisch erließ er zu Anfang Schulden. Damit verschaffte er sich die Loyalität seiner Untertanen. Babylon wurde mit Verteidigungsanlagen, insbesondere mit einer hohen Stadtmauer ausgebaut. Hammurapi legte umfangreiche Bewässerungsanlagen an und ließ großartige Bauten errichten; er organisierte das Land durch eine straffe Verwaltung und verfasste eine einheitliche Rechtsordnung, den Codex Hammurapi. Dieses Gesetzeswerk, mit 282 Paragraphen, hielt die Rechte aller Klassen fest. Die Gesetze wurden auf Stelen und Tontafel geschrieben und öffentlich in den Städten aufgestellt. Den Stadtgott von Babylon, Marduk, erhob Hammurapi zum Hauptgott des Landes.
Gegen Ende des dritten Jahrzehnts seiner Herrschaft änderte sich Hammurapis Politik ab 1765 v. Chr. grundlegend. Er erkannte Eroberungsabsichten des Nachbarreichs Elam, da dieses Babylon als Verbündeten gegen Larsa, gleichzeitig aber Larsa als Verbündeten gegen Babylon gewinnen wollte. Hammurapi ergriff die Initiative und verbündete sich mit Larsa und Mari gemeinsam gegen Elam. Die ausgeklügelte Bündnisstrategie wurde durch Boten auf Tontafeln festgehalten und zwischen den Reichen übermittelt; diese Tafeln wurden 1930 in Mari gefunden. Hammurapi wurde mit diesen Zeitdokumenten als einer der ersten außenpolitisch aktiv agierenden Politiker der Geschichte erkennbar. Als Elam den in der Folge ausgebrochenen Krieg zu gewinnen schien, retteten Aufstände und Meutereien im Gebiet und in der Armee Elams Babylon vor der Eroberung und möglichen Zerstörung. Hammurapis Bündnispolitik hatte sich bewährt. Als Nächstes eroberte er gemeinsam mit Mari Larsa, da dieses nicht wie zuvor vereinbart Truppen gegen Elam bereitgestellt hatte. Diese Eroberung dehnte sein Reich auch über die ehemaligen Königreiche Sumer und Akkad aus. Durch die Schwächung Elams und die weiteren geschickt taktierten Unterwerfungen von Mari, Subartu und Ešnunna wurde Hammurapi auch Herrscher von Aššur. Damit wurde Babylonien zum dominierenden Reich in Mesopotamien.
Schon sein Sohn musste gegen die aufständischen Stämme im Süden des Reiches in den Krieg ziehen. Nach und nach verlor das Reich an Einfluss und Herrschaftsbereich. Durch zahlreiche innere Unruhen und durch Angriffe von außen geschwächt, wurde es schließlich von dem Hethiterkönig Muršili I. 1595/1531 v. Chr. eingenommen. Das sogenannte Altbabylonische Reich fand damit sein Ende.

## Nachfolgedynastien
Die nachfolgende Zeit wird als dunkle Periode der babylonischen Geschichte bezeichnet, weil Schriftzeugnisse selten sind. Die Kassiten regierten etwa 400 Jahre lang (siehe Königsliste). Sie erweiterten das Reich vom Euphrat bis zum Zagros-Gebirge und machten das Land zur Großmacht. Im 15. Jahrhundert v. Chr. gehörte es zu den vier wichtigsten Mächten in Vorderasien (neben den Ägyptern, Mittani und Hethitern). Kurze Zeit später löste sich Assyrien vom Mittanireich und begann eine territoriale Expansion, die auch babylonisches Gebiet berührte.
1155 v. Chr. wurde die Stadt von den Elamitern erobert. Sie plünderten und brandschatzen und brachten unter anderem die Gesetzesstele Hammurapis in ihre Hauptstadt Susa. König Nebukadnezar I. von Isin gelang es 1137 v. Chr., die Kassitendynastie abzusetzen und die zweite Dynastie von Isin in Babylon zu etablieren. Anschließend ging er gegen die Elamiter vor, die nach einem jahrelangen Krieg unterlagen. Ihre Hauptstadt Susa wurde völlig zerstört.
Jeder Versuch Nebukadnezars, das Reich auszudehnen, wurde von den Assyrern beobachtet und zum Teil verhindert. Eine direkte Konfrontation gab es jedoch nicht. Kurze Zeit später eroberte Aššur aber Babylon. Die Zerstörung eines babylonischen Tempels wurde von den Assyrern als Sakrileg empfunden. König Salmanassar III. (858–824 v. Chr.) verheiratete seinen Sohn Šamši-Adad V. mit der Babylonierin Šammuramat. Es ist anzunehmen, dass sie eine Tochter oder jedenfalls nahe Verwandte von König Marduk-zākir-šumi I. gewesen ist. Umstritten ist, ob sie nach dem Tod ihres Mannes als Mitregentin des minderjährigen Sohnes selbst für einige Jahre die Macht übernahm, bis Adad-nīrārī III. für den Antritt seines Erbes alt genug war. Sicher ist, dass die in einem Bündnis gipfelnde freundschaftliche Annäherung beider Reiche unter Salmanassar III. nicht von Dauer war. Zwar leistete Marduk-zākir-šumi I. seinem Bündnispartner beim Aufstand dessen ältesten Sohnes Unterstützung und schloss nach dessen Tod auch einen Vertrag mit dem Thronfolger, versuchte aber die Schwäche der Assyrer auszunutzen und behandelte ihn als Vasallen. Nicht zuletzt unter tatkräftiger Mitwirkung von Šammuramat, die als Vorbild der Legende von Semiramis gilt, fand das assyrische Reich bald zu seiner Stärke zurück und zwang nun umgekehrt den Thronerben in Babylon in die Rolle des Vasallen.
Versuche der Babylonier, die Macht der Assyrer mit Hilfe der Elamiter zu brechen, blieben erfolglos. 689 v. Chr. zerstörte der Assyrer Sanherib die Stadt gänzlich. Sein Sohn Asarhaddon versuchte, die Stadt wieder aufzubauen und im alten Glanz erstrahlen zu lassen. Zu diesem Zeitpunkt änderte Assyrien die Politik gegenüber Babylon und schlug einen harten Kurs ein. Die Folge waren Kriege und Zerstörung. 648 v. Chr. musste sich Babylon nach einer zweijährigen Belagerung dem assyrischen König Assurbanipal geschlagen geben. Nach dem Tod Assurbanipals, des letzten großen Königs Assyriens, brach dessen Reich aber auseinander.

## Neubabylonisches Reich

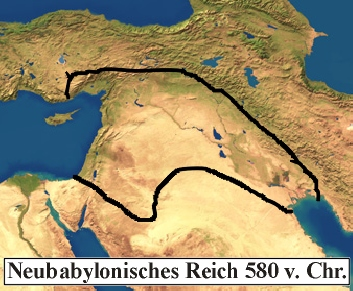
Umrisse des Neubabylonischen Reichs (etwa 580 v. Chr.)

In Babylon bestieg der General Nabopolassar 626 v. Chr. den Thron. Mit ihm begann das sogenannte Neubabylonische Reich. Er vereinigte die lokalen Volksstämme und verbündete sich mit den Medern, die das Erbe der Elamiter im Osten antraten. Die beiden Reiche schlossen in diesem Zusammenhang ein Bündnis. Außerdem heiratete der Sohn Nabopolassars die Enkelin des Mederkönigs. Durch den Bündnisvertrag war der Weg nach Ninive, der assyrischen Hauptstadt, frei. Sie konnte 612 v. Chr. nach einer dreimonatigen Belagerung eingenommen werden. Bis zum Jahr 610 v. Chr. wurden auch die restlichen versprengten assyrischen Heeresteile gänzlich aufgerieben.
Nach Nabopolassars Tod trat Nebukadnezar II. (605–562 v. Chr.) die Thronfolge an. Er entwickelte außerordentliche Fähigkeiten als Staatsmann, Heerführer, Friedensstifter und Bauherr. Nebukadnezar ließ die Tempel in allen Städten des Landes wieder aufbauen, errichtete Kanäle, die sogenannte Medische Mauer und die Prozessionsstraße mit dem Ischtar-Tor.
Mit Syrien und Jehuda führte Nebukadnezar Krieg. Die unterworfenen Länder wurden tributpflichtig und hatten hohe Abgaben an Babylon abzuliefern. Jehuda versuchte mehrere Aufstände, die nach ihrer Niederschlagung zu einer zweimaligen Eroberung und schließlich 587 v. Chr. zur vollständigen Zerstörung Jerusalems und des Tempels Salomons, des höchsten Heiligtums der Juden, führten. Teile der Bevölkerung wurden in das babylonische Exil geführt, das erst in der Perserzeit aufgegeben wurde.
Im Jahr 562 v. Chr. starb Nebukadnezar nach 40 Regierungsjahren. Der rasche Niedergang des babylonischen Reichs begann. In kurzer Folge wechselten sich die Nachfolger ab. Amēl-Marduk, der Sohn Nebukadnezars, folgte auf den Königsthron. Nach nur zwei Jahren wurde Amēl-Marduk bei einem Aufstand getötet und der babylonische General Nergal-šarra-uṣur bestieg den Thron. Starke Streitigkeiten mit der Priesterschaft führten dazu, dass sich 556 v. Chr. Nabonid des Throns bemächtigte. Nabonid war Anhänger des Gottes Sin und wollte die Macht der Marduk-Priesterschaft eindämmen. Das brachte ihm heftige Auseinandersetzungen bei der Neuordnung des Landwirtschafts- und Pachtsystems ein.
Nabonid überließ den Schutz des Reiches seinem Sohn Belsazar und zog sich in die Oase Tayma zurück, 1000 Kilometer entfernt von Babylon. Dadurch kontrollierte er zwar die wichtigen Handelswege und konnte wirtschaftlichen Druck auf Ägypten ausüben. Gleichzeitig fielen jedoch durch die Abwesenheit des Königs die traditionsreichen Neujahrsfeste in Babylon und damit auch die Verehrung des Gottes Marduk aus. Priester und Volk wandten sich daher von Nabonid ab. Nachdem die Perser die Lydier bezwungen hatten, war Babylonien vom Persischen Reich eingeschlossen und wurde 539 v. Chr. von Kyros II. nach einer kurzen militärischen Auseinandersetzung besiegt.

## Folgezeit
Nach dem Sieg der Perser wurde Babylonien zu einer wichtigen Satrapie des Achämenidenreiches. Die aramäische Sprache wurde Amtssprache. Die Wissenschaftler nutzten weiterhin die akkadische Sprache und Schrift. Viele Gelehrte aus Ägypten, Persien, Indien und Griechenland kamen, um ihr Wissen zu erweitern. Im 5. Jahrhundert v. Chr. errechneten die Astronomen Babylons das Sonnenjahr und entwickelten im Jahr 410 v. Chr. das erste Horoskop. Während dieser Zeit wurde aus den Astrallehren der Babylonier die chaldäische Astrologie entwickelt, die später den Boden für die hellenistische bildete.
Alexander der Große traf 333 v. Chr. auf die persischen Streitkräfte und besiegte sie in den Schlachten von Issos und Gaugamela. Das Perserreich der Achämeniden wurde anschließend in das Alexanderreich annektiert. Die Griechen tolerierten die babylonische Kultur und erweiterten sie um das Theater und zusätzliche Errungenschaften der griechischen Zivilisation. Nach dem Tode Alexanders des Großen verwüsteten Kriege seiner zerstrittenen Heerführer das gesamte Gebiet. Plünderungen und Zerstörungen führten zu einer Hungersnot. Nach Verdrängung der griechisch-makedonischen Seleukiden übernahmen die iranischen Parther die Macht in Babylonien gegen Ende des 2. Jahrhunderts v. Chr.